# Lutgardis van Tongeren

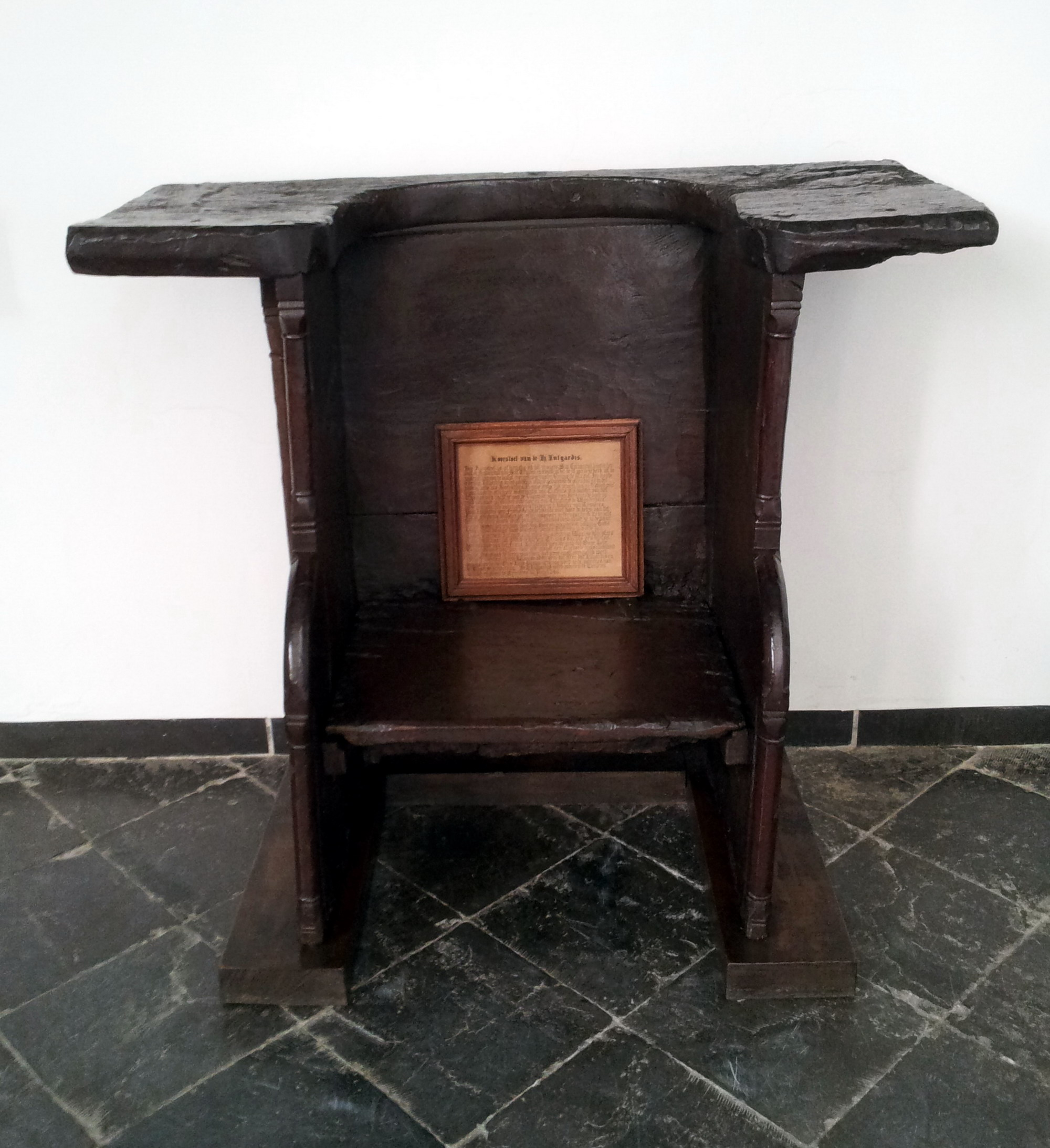
Bidstoel van Sint-Lutgardis, abdij Mariënlof, Kerniel

Lutgardis (ook Ludgardis, Lutgart of Ludgart) van Tongeren (Tongeren, 1182 – Awirs, 16 juni 1246) was een heilige en mystica.

## Leven
Lutgardis werd geboren te Tongeren en zou als kind een frivool meisje zijn geweest. Vanwege een financiële tegenslag kon ze niet beschikken over een bruidsschat en trad ze al op 12-jarige leeftijd toe in het Sint-Catharinaklooster van de benedictinessen van Sint-Truiden, iets wat voor vrouwen van haar stand een gebruikelijke keuze was. Aanvankelijk had ze weinig interesse in het kloosterleven, maar dat veranderde na een visioen van Christus die haar zijn wonden toonde. Op 20-jarige leeftijd deed ze haar professie als non. Ze kreeg vervolgens vaak verschijningen van de Heilige Maagd Maria.
Omdat zij zich aan een strengere kloosterregel wilde onderwerpen, ging ze in 1206 over naar de cisterciënzerinnenabdij van Aywières (aanvankelijk gevestigd in het Luikse Awirs en vanaf 1215 te Couture-Saint-Germain). Vervolgens verhuisde ze naar de abdij van Nijvel en later weer terug naar de abdij van Aywières.
Omdat ze geen abdis wenste te worden in een Franstalige abdij, vroeg zij van Onze Lieve Vrouw de gunst om nooit Waals te hoeven spreken. Lutgardis dacht de gave te hebben om de toekomst te voorspellen en had visioenen. Ze was ook een van de eerste vereerders van het Heilig Hart. Aan het einde van haar leven werd ze blind.

## Nalatenschap
De heilige Lutgardis wordt beschouwd als de belangrijkste mystica van de 13e eeuw. Haar biografie is opgetekend in de Vita Piae Lutgardiae door de dominicaan Thomas van Cantimpré die haar nog persoonlijk heeft gekend. Daardoor behoort Lutgardis tot het kleine groepje van religieuze vrouwen (mulieres religiosae) met een heel betrouwbare biografie. Deze tekst werd door Willem van Affligem bewerkt tot het Leven van Sint-Lutgard, dat met meer dan 20.000 verzen het langste, in het Middelnederlands geschreven heiligenleven is dat bewaard is gebleven.
Lutgardis werd eeuwenlang vereerd te Awirs. Haar relieken werden pas in de 16e eeuw opgegraven en "verheven tot de eer der altaren" (elevatio). Na de komst van de Fransen namen de nonnen van Awirs haar relieken op 4 december 1796 mee, aanvankelijk naar het kasteel van Fauquez te Itter, vanaf 1819 verblijven ze in de plaatselijke parochiekerk, alwaar ze nog steeds worden vereerd.
In de kapel van de abdij Mariënlof te Kerniel bevond zich, van 1836 tot 2020, de 12e- of 13e-eeuwse bidstoel van de heilige Lutgardis, afkomstig uit de voormalige benedictinessenabdij van Nonnenmielen bij Sint-Truiden. Dit zitmeubel wordt thans beschouwd als het oudste meubelstuk in België. Sinds de zomer van 2020 heeft de stoel een vast onderkomen gevonden in de Sint-Odulfuskerk te Borgloon.In 2021 werd hij als beschermd topstuk toegevoegd aan de lijst van Vlaams erfgoed.
Het leven van Lutgardis vormde tevens een inspiratiebron voor enkele belangrijke kunstwerken, onder andere een schilderij van de stralende mystica in aanbidding voor het kruisbeeld door Francisco Goya uit 1787 in het klooster van San Joaquín y Santa Ana in Valladolid, Spanje, en een barok beeld van Matthias Braun uit 1710 op de Karelsbrug in Praag (in opdracht van Evžen Tyttl, de abt van het cisterciënzerklooster van Plasy).
Omdat ze benedictines en cisterciënzerin was, wordt ze in de iconografie in beide habijten afgebeeld. Veelal heeft ze het kruis naast zich staan of ze draagt het op haar schouders. Daarbij omhelst Christus haar met een arm. Dit verwijst naar het verhaal dat ze, ondanks zware hoofdpijn, de nachtmis bijwoonde en het christusbeeld zich een arm losmaakte en haar op zijn gewonde zijde drukte. Op andere afbeeldingen loopt er bloed uit de wonde van Christus die haar lippen bevochtigt. Vaak worden ze vaak ook allebei afgebeeld met een brandend hart in de hand. Soms draagt ze weleens andere attributen zoals een doornenkroon, een boek, een lelie, drie spijkers of een rozenkrans. Andere beeldgroepen tonen haar bij het kruis met Bernardus van Clairvaux, waarbij Christus zijn armen naar haar toe steekt.

## Patroonheilige
Lutgardis is de patroonheilige van blinden en zwangere vrouwen. In de tweede helft van de 19e eeuw werd ze ook de patroonheilige van de Vlaamse Beweging, verwijzend naar de legende dat ze geen Frans wilde leren om niet aan het hoofd van een Franstalig klooster aangesteld te worden. Haar feestdag valt op 16 juni.

## Trivia
In Roeselare bevond zich de voormalige Sint-Lutgartkapel in de Groenestraat, ingezegend als hulpkerk in 1966.

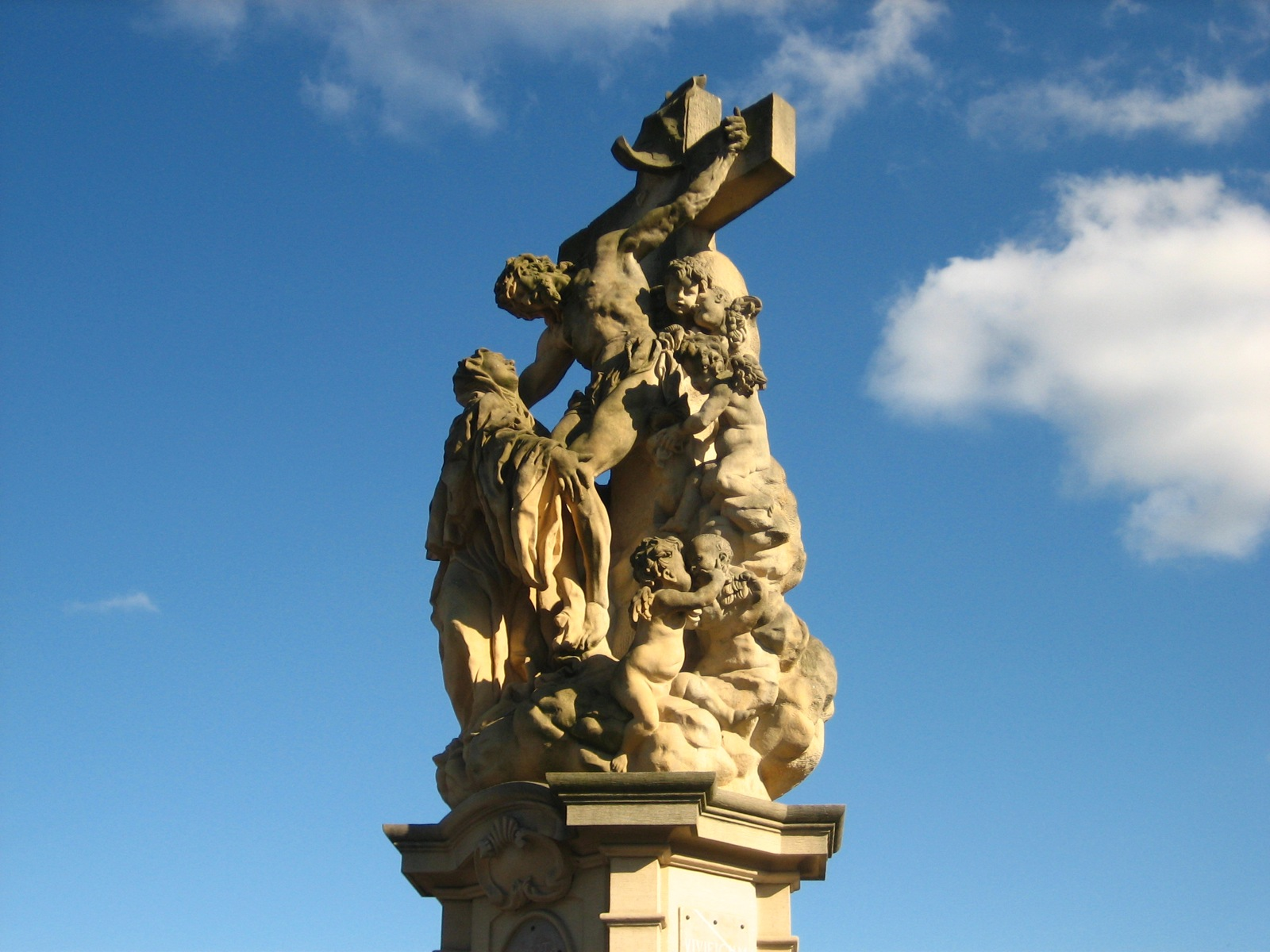
Beeld op de Karelsbrug, Praag
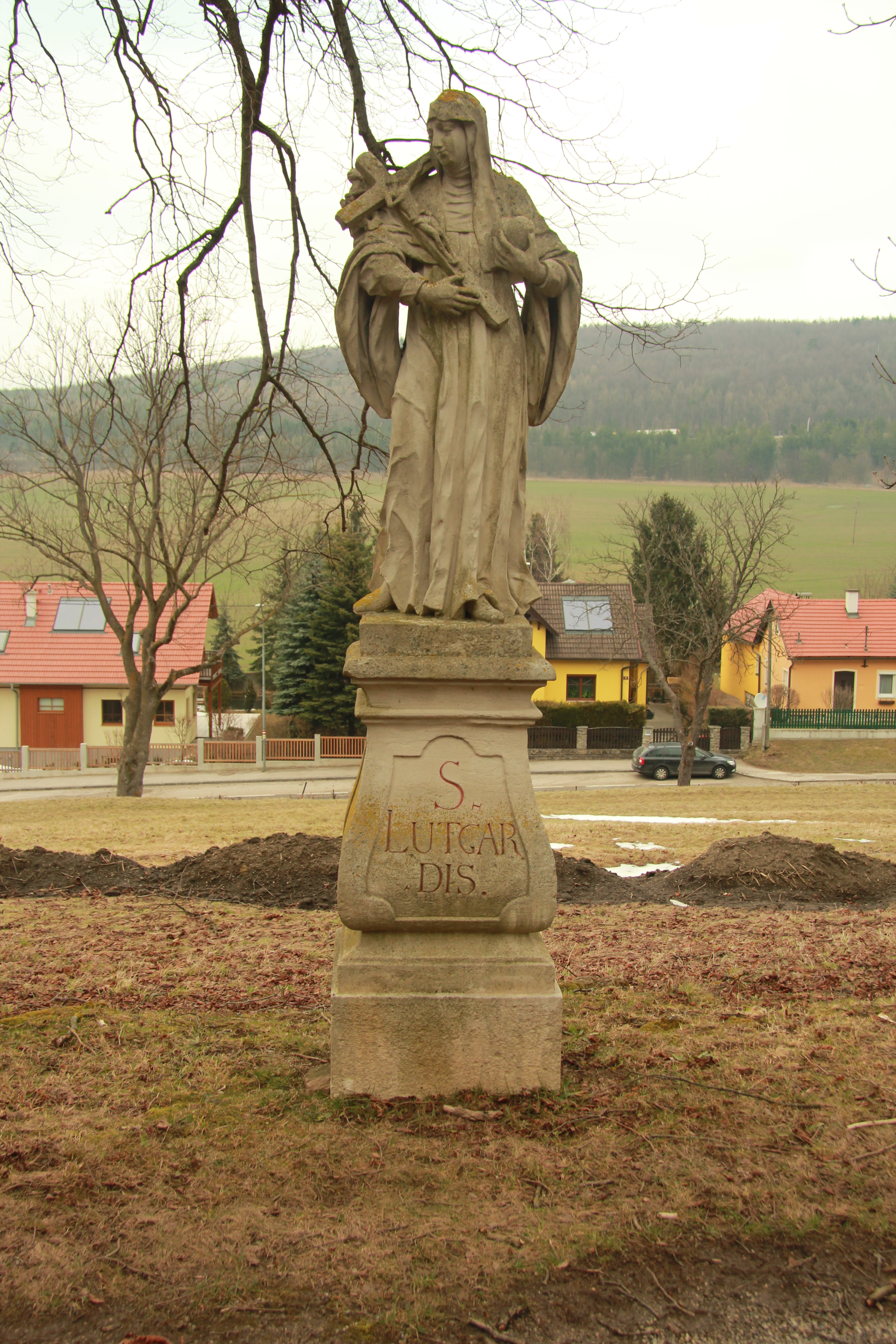
Beeld Sticht Heiligenkreuz, Wienerwald
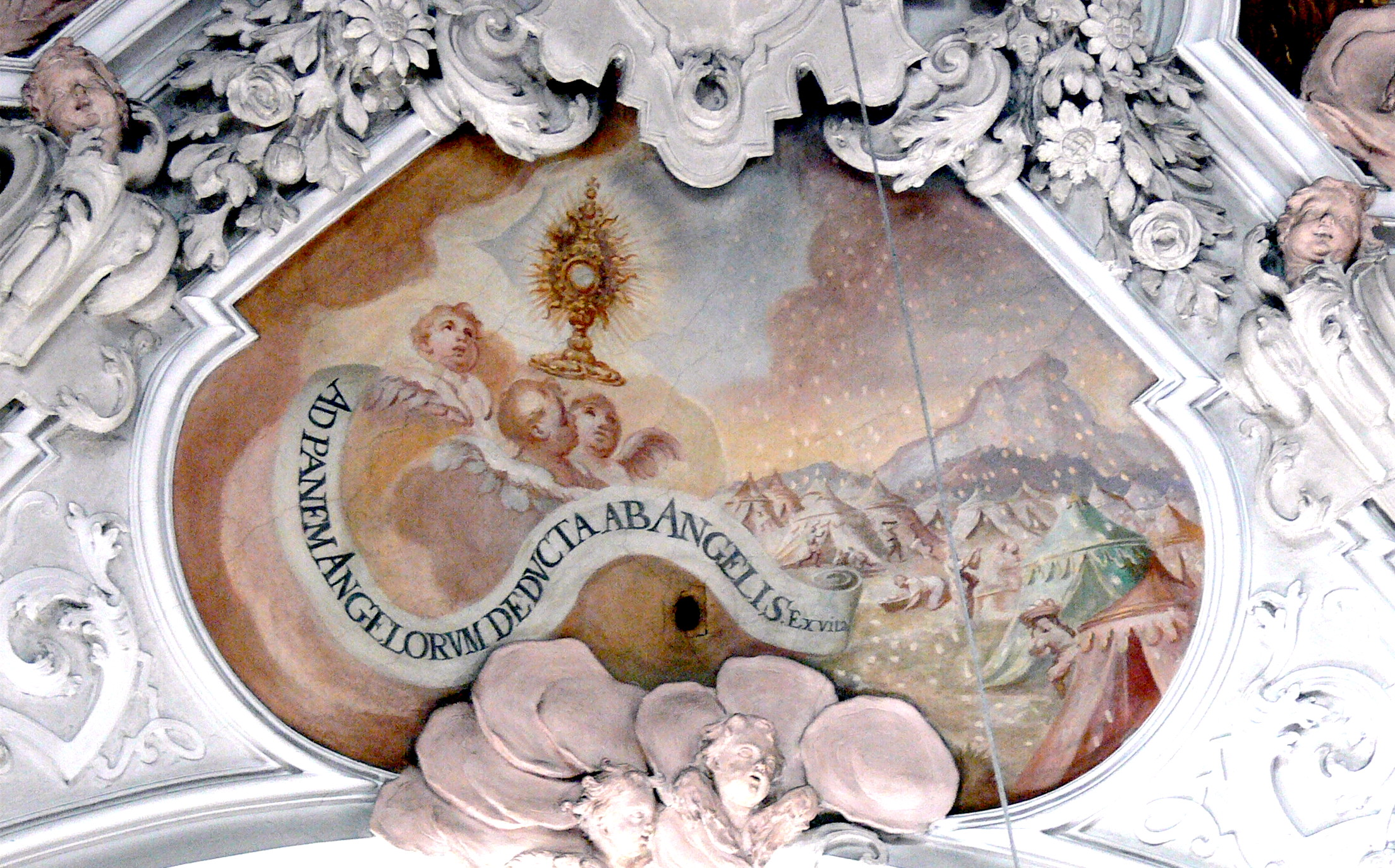
Fresco abdijkerk, Metten
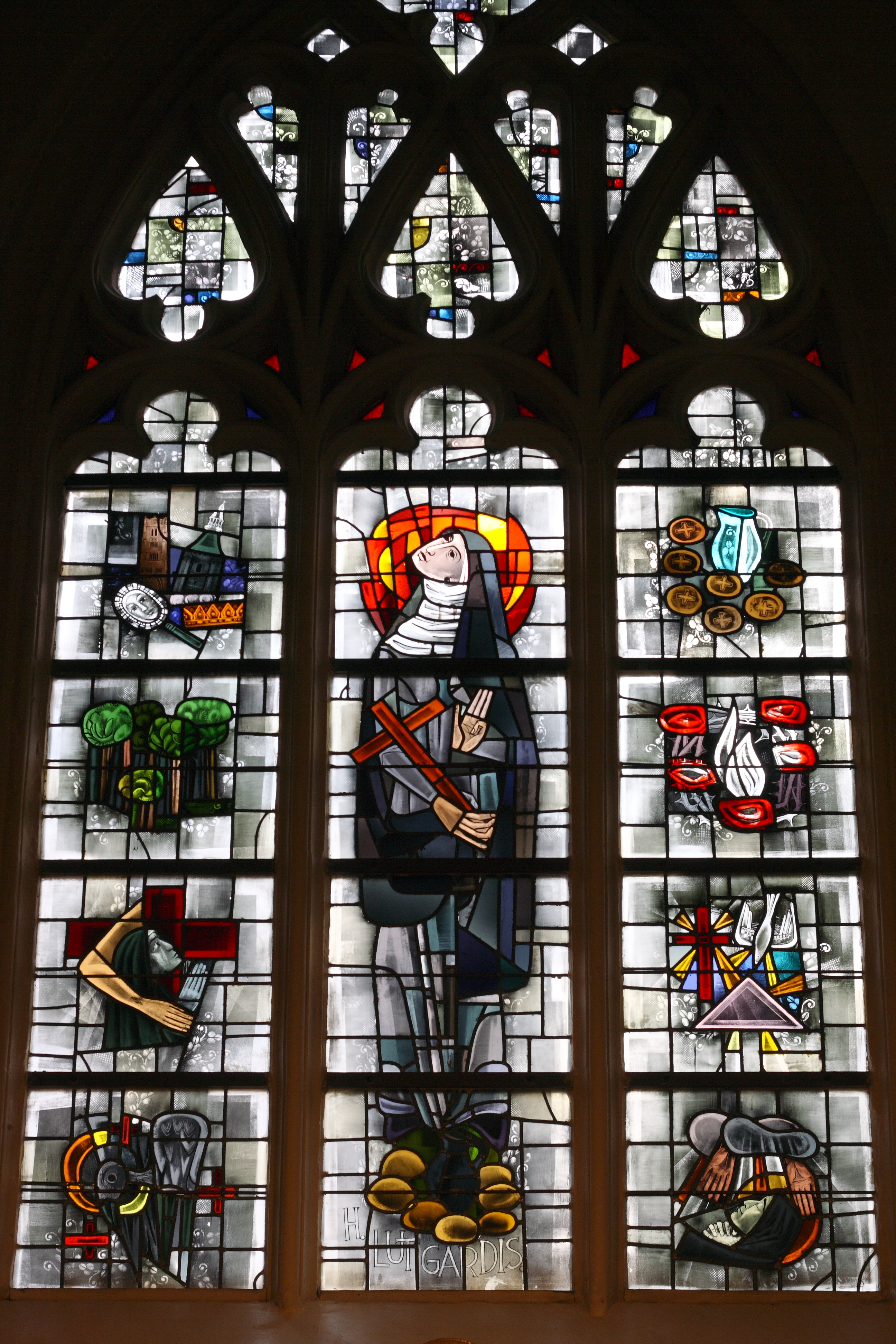
Gebrandschilderd raam, Sint-Quintinuskathedraal, Hasselt

## Voetnoten
1. ↑  J. Deschamps, Middelnederlandse handschriften uit Europese en Amerikaanse bibliotheken, p. 63-65 in DBNL
2. ↑   J. Reyniers en K. Houbey, 'De stoel van Sint-Lutgard, een middeleeuws cultusobject', Ritualia Lossensia. Rituelen en relieken in Loon, Loonse Schriften, 4, Borgloon, 2016, p. 53-63 (zie Academia.edu).
3. ↑  Stoel van de H. Lutgardis. Sint-Odulphuskerk (4 april 2021). Gearchiveerd op 5 september 2021. Geraadpleegd op 5 september 2021.
4. ↑  VRT NWS, Mysteries ontrafeld: maakt de Sint-Lutgardisstoel in Borgloon vrouwen zwanger?. vrtnws.be (1 augustus 2021). Geraadpleegd op 5 september 2021.
5. ↑  VRT NWS, Middeleeuwse Sint-Lutgardisstoel uit Borgloon beschermd als Vlaams topstuk. vrtnws.be (26 augustus 2021). Geraadpleegd op 5 september 2021.
6. ↑  'St. Lutgardis', op: website Catholic News Agency. Gearchiveerd op 23 februari 2014. Geraadpleegd op 17 juli 2013.